# Dudváh
Der Dudváh (deutsch Dudwaag, ungarisch Dudvág) ist ein 97 km langer rechter Zufluss der Waag in der Westslowakei. Der Fluss entspringt in etwa 590 m Höhe in der Flur der Ortschaft Stará Turá. Der Flusslauf wird in zwei Teile geteilt: der Horný Dudváh entspringt in den Kleinen Karpaten westlich der Gemeinde Častkovce. Danach fließt er in Richtung Süden im Donauhügelland. Da er parallel zum östlich fließenden Fluss Waag verläuft, hat der Dudváh ausschließlich rechte Zuflüsse und entwässert damit den Osthang der Kleinen Karpaten.
Bei Siladice teilt sich der Fluss: während der Horný Dudváh dort in die Waag mündet, zweigt kurz vor der Einmündung der Dolný Dudváh ab. Er nimmt weitere rechte Zuflüsse, z. B. Trnávka oder Gidra, auf und fließt weiterhin nach Süden. Er durchfließt die Stadt Sládkovičovo, bevor er in die Čierna voda bei Kráľov Brod mündet. Die Čierna voda mündet dann in die Kleine Donau, welche wiederum in die Waag bei Kolárovo mündet.